# Estación de Labuissière
La estación de Labuissière es una estación de tren belga situada en Merbes-le-Château, en la provincia de Henao, región Valona.
Pertenece a la línea  de S-Trein Charleroi.

## Situación ferroviaria
La estación se encuentra en la línea 130 (Charleroi-Erquelinnes-frontière).

## Intermodalidad
| Línea | Procedencia           | Parada           | Destino          |
| ----- | --------------------- | ---------------- | ---------------- |
| 108   | BINCHE Kursaal-Postes | LABUISSIÈRE SNCB | ERQUELINNES SNCB |
| 194   | THUIN Ville Basse     | LABUISSIÈRE SNCB | THUIN Athénée    |